# Aureus University School of Medicine
De Aureus University School of Medicine, voorheen All Saints University of Medicine, is een private universiteit in Oranjestad, Aruba. Het instituut leidt op tot de graad Doctor of Medicine (MD).
De universiteit werd in 2004 opgericht en wijzigde haar naam in 2006 van All Saints University of Medicine naar Aureus University School of Medicine om zich te onderscheiden van andere universiteiten met dezelfde naam. De studenten komen vooral uit Noord-Amerika.
Aureus biedt een programma voor MD-studies van vier en vijf jaar, waarbij ook een semester wordt uitgeweken naar White Plains in New York. Om de titel Doctor of Medicine te behalen studeren zij eerst twintig maanden op de universiteit om vervolgens twee jaar verder te studeren aan voornamelijk Amerikaanse of Canadese ziekenhuizen, waar de universiteit een partnerrelatie mee onderhoudt.
De universiteit werd opgericht met goedkeuring van de Arubaanse regering en heeft accreditaties van de FAIMER International Medical Education Directory (IMED) en de AVICENNA Directory for Medicine.